# Universitas Tanjungpura
Universitas Tanjungpura är ett universitet i Indonesien. Det ligger i provinsen Kalimantan Barat, i den västra delen av landet, 700 km norr om huvudstaden Jakarta.